# Монтереале
Монтереале (итал. Montereale) је насеље у Италији у округу Л'Аквила, региону Абруцо.
Према процени из 2011. у насељу је живело 70 становника. Насеље се налази на надморској висини од 1041 м.

## Становништво
Према резултатима пописа становништва 2011. у општини је живело 2.812 становника.
| 1931. | 1936. | 1951. | 1961. | 1971. | 1981. | 1991. | 2001. | 2011. |
| ----- | ----- | ----- | ----- | ----- | ----- | ----- | ----- | ----- |
| 7.160 | 7.064 | 6.657 | 5.475 | 4.047 | 3.391 | 3.114 | 2.930 | 2.812 |